# Krön
För andra betydelser, se Krön (olika betydelser).
Krön är en sjö, eller numer två sjöar, i Södra Vi socken, Vimmerby kommun, tre kilometer norr om Vimmerby. Sjön genomflyts av Stångån. 
Enligt Svensk uppslagsbok 1933 har Krön en yta på 14 kvadratkilometer och är belägen 108 meter över havet. Enligt SMHI är deras höjd över havet nu 102,1 meter och de båda sjöarnas sammanlagda areal 9,05 kvadratkilometer. 
För data om de båda sjöarna:
- Krön (Södra Vi socken, Småland, 640446-149870), 7,64 kvadratkilometer, 102,1 meter över havet, 57°43′41″N 15°49′02″Ö / 57.7281°N 15.8171°Ö (7,64 km²)
- Krön (Södra Vi socken, Småland, 640865-149790), 1,41 kvadratkilometer, 102,1 meter över havet, 57°47′24″N 15°47′04″Ö / 57.7901°N 15.7845°Ö (1,41 km²)